# Осташков
Осташков (рус. Осташков) град је на северозападу европског дела Руске Федерације и административни центар Осташковског рејона смештеног у северозападном делу Тверске области.
Према проценама националне статистичке службе, у граду је 2014. живело 17.109 становника.

## Географија
Град Осташков смештен је на северозападу Тверске области, односно у централном делу Осташковског рејона чији је уједно и административни центар. Налази се на уском полуострву на јужној обали језера Селигер, и удаљен је око 200 километара северозападно од административног центра области града Твера.
На неких километар и по источно од града из језера отиче река Селижаровка, прва значајнија притока реке Волге, док се на око 7 километара јужније од града налази моренско језеро Сиг.

## Историја
Насеље Осташково се у писаним изворима први пут помиње 1371. године у писму литванског књаза Алгирдаса упућеном константинопољском патријарху Филотеју. У том писму Осташков се пчомиње као погранично насеље Кличен на граници са Московском кнежевином, смештено на истоименом острву на језеру Селигер. Насеље су 1393. освојили и у потпуности разрушили новгородски војници. Према легенди једини који је преживео разарање био је локални рибар Јевгениј Осташко који је касније основао ново насеље које је добило име по њему, Осташков.
У периоду од XV до XVIII века Кличен-Осташков је био средиштем истоимене парохије која је била делом прво Ржевске кнежевине, а потом и Ржевског округа. Потом је у периоду од 1772. до 1775. постао центар Осташковског округа Тверске провинције, а потом Тверске губерније. Године 1770. Осташков добија статус слободног града.

## Демографија
Према подацима са пописа становништва 2010. у граду је живело 18.088 становника, док је према проценама за 2014. град имао 17.109 становника.
| 1939.  | 1959.  | 1970.  | 1979.  | 1989.  | 2002.  | 2010.  | 2014.  |
| ------ | ------ | ------ | ------ | ------ | ------ | ------ | ------ |
| 19,003 | 19,542 | 23,419 | 24,380 | 27,401 | 20,660 | 18,088 | 17,109 |

## Градови побратими
- Марду (Естонија)